# Бурдин, Владимир Евгеньевич
Владимир Евгеньевич Бурдин (13 марта 1973) - андеграундный поэт, автор песен, певец и мультиинструменталист из Екатеринбурга, один из основателей группы «Смысловые галлюцинации», лидер собственной группы «Близкие покойного». Автор песен «Сибирь», известной в исполнении группы «Пилот», «Молодость», «Тюлени» и других. Его песни поют «Панки по Пьянке», Ольга Арефьева и другие исполнители.
В настоящее время выступает сольно и в сопровождении группы «Братья Агафуровы». Для Владимира Бурдина характерно жанровое разнообразие: акустический рок, пост-панк, панк-рок, джаз-рок, фолк-рок, городской романс, шансон, лаунж.

## Дискография

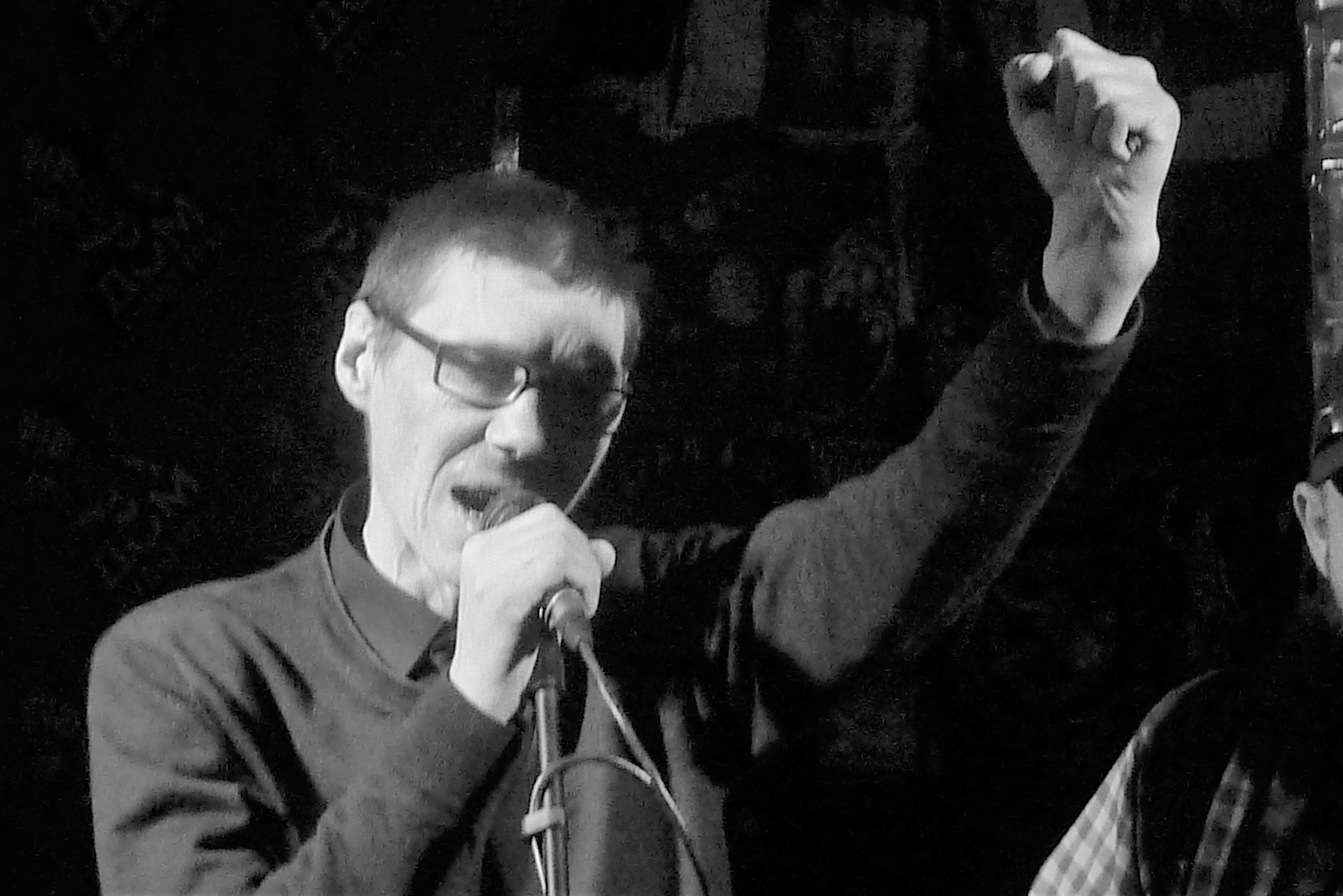
Владимир Бурдин в 2021 году

#### В составе группы «Смысловые галлюцинации»
Магнитоальбомы
- 1989 — Союз нерушимых
- 1990 — Внешняя атрибутика
- 1992 — ЙЁХХА
- 1993 — Хочется думать
- 1994 — Паркопаны в грязи

Студийные альбомы
- 2000 — 3000

Синглы
- 2000 — Вечно молодой

#### Соло
Студийные альбомы
- 2001 — Жёлтые песни
- 2016 — Живой

Синглы
- 2024 — Дорога никуда
- 2024 — Опасность миновала

#### Владимир Бурдин и Алексей Ракитин
Синглы
- 2017 — Икона
- 2017 — Молодость